# Liselotte Madsen
Liselotte Madsen er en dansk skatteretsekspert og professor i skatteret ved Juridisk Institut på Aalborg Universitet. Siden 2022 har hun været prodekan for uddannelse ved Det Juridiske Fakultet ved Københavns Universitet.

## Uddannelse
Liselotte Madsen blev i 1995 cand.merc.jur. fra Aalborg Universitet. I 2010 blev hun cand.jur. fra Aarhus Universitet. I 2003 opnåede hun sin ph.d.-grad fra Handelshøjskolen i Aarhus.

## Karriere
Liselotte Madsen blev i 2013 ansat som professor MSO og fra 2021 som professor i skatteret ved Juridisk Institut ved Aalborg Universitet. Madsen har desuden været studienævnsforperson, Det Juridiske Studienævn, Aalborg Universitet 2016-2020 samt 2021-2021. I 2016 blev hun studieleder, Juridisk Institut, Aalborg Universitet og i 2019 viceinstitutleder, Juridisk Institut, Aalborg Universitet. Den 1. september 2022 blev hun ansat som prodekan for uddannelse ved Det Juridiske Fakultet ved Københavns Universitet.  
I sin forskning beskæftiger hun sig hovedsageligt med skatteretlige emner, og hun er aktiv i skatteretlige organisationer og netværk, herunder repræsentantskabet for Dansk Skattevidenskabelig Forening. Hun er medlem af  Dansk Forening for EU-skatteret og Dansk-svensk Skattenetværk. Hun er desuden udpeget af skatteministeren til Nordisk Skattevidenskabelig Forskningsråd (NSFR) og optaget som medlem af European Association of Tax Law Professors (EATLP). 
Liselotte Madsen har i løbet af sin karriere publiceret adskillige videnskabelige artikler inden for en bred kam af skatteretlige problemstillinger. Eksempelvis beskatning af lønmodtagere, virksomheder, selskaber og internationale forhold. Hun har ligeledes udgivet flere bøger, heraf også lærebøger. Madsen er dansk redaktør på tidsskriftet Nordic Tax Journal 